# Wickeltisch

Hinweisschild auf einen öffentlichen Wickeltisch (nicht genormt)

Ein Wickeltisch dient dazu, Säuglinge und Kleinkinder sicher zu Wickeln; ihnen also die Windeln zu wechseln.

## Sicherheitsaspekte: Sturz vom Wickeltisch
Bis zum Alter von einigen Monaten stellt das Wickeln kein Problem dar. Sobald sich das Kind aber selbständig umdrehen kann, beginnt das Ablegen auf einem Tisch zum Sicherheitsrisiko zu werden, beispielsweise wenn man kurz abgelenkt ist und dadurch die Aufsicht vernachlässigt. Stürze im Haushalt sind Hauptunfallursachen; der Sturz vom Wickeltisch gehört zu den typischen Unfällen von Kleinkindern.
Etwa zwei Drittel aller Kinderunfälle sind Stürze. Zwar stellen Stürze vom Wickeltisch nur weniger als ein Prozent aller (gemeldeten) Unfälle von Kindern insgesamt dar,
bei Kindern unter fünf Jahren, also typischerweise Wickelkindern, sind ein Fünftel aller Stürze solche vom Wickeltisch, und damit die häufigste Sturzart. Bei Kindern unter einem Jahr gehört diese Sturzart sogar zu den häufigsten Unfallursachen insgesamt. Charakteristisch sind bei der im Vergleich zur Körpergröße bedeutenden Sturzhöhe dann Brüche oder schwerere andere Traumata, und insbesondere Schädelverletzungen. Besondere Gefährdung besteht im Badezimmer, wegen der dort üblichen harten Fliesenböden, daher ist zwischen Sicherheits- und Hygieneüberlegungen abzuwägen.
Grund sind oft kurze Unaufmerksamkeiten des Wickelnden. Die Bundesarbeitsgemeinschaft Mehr Sicherheit für Kinder empfiehlt, selbst wenn ein Wickeltisch vorhanden ist, das Kind auf den Boden zu legen, sobald man den Raum verlässt. Befragungen an betroffenen Eltern haben aber gezeigt, dass 2⁄3 sich nicht abgelenkt fühlten, sondern von „Unruhe des Kindes“ überrascht waren oder in „Hektik während des Wickelns“ den Grund sahen – eigentlicher Grund sind also oft plötzliche Drehbewegungen des Kindes oder mangelnde Griffsicherheit durch nasse oder eingecremte Haut.

## Aufbau und Funktion von Wickeltischen

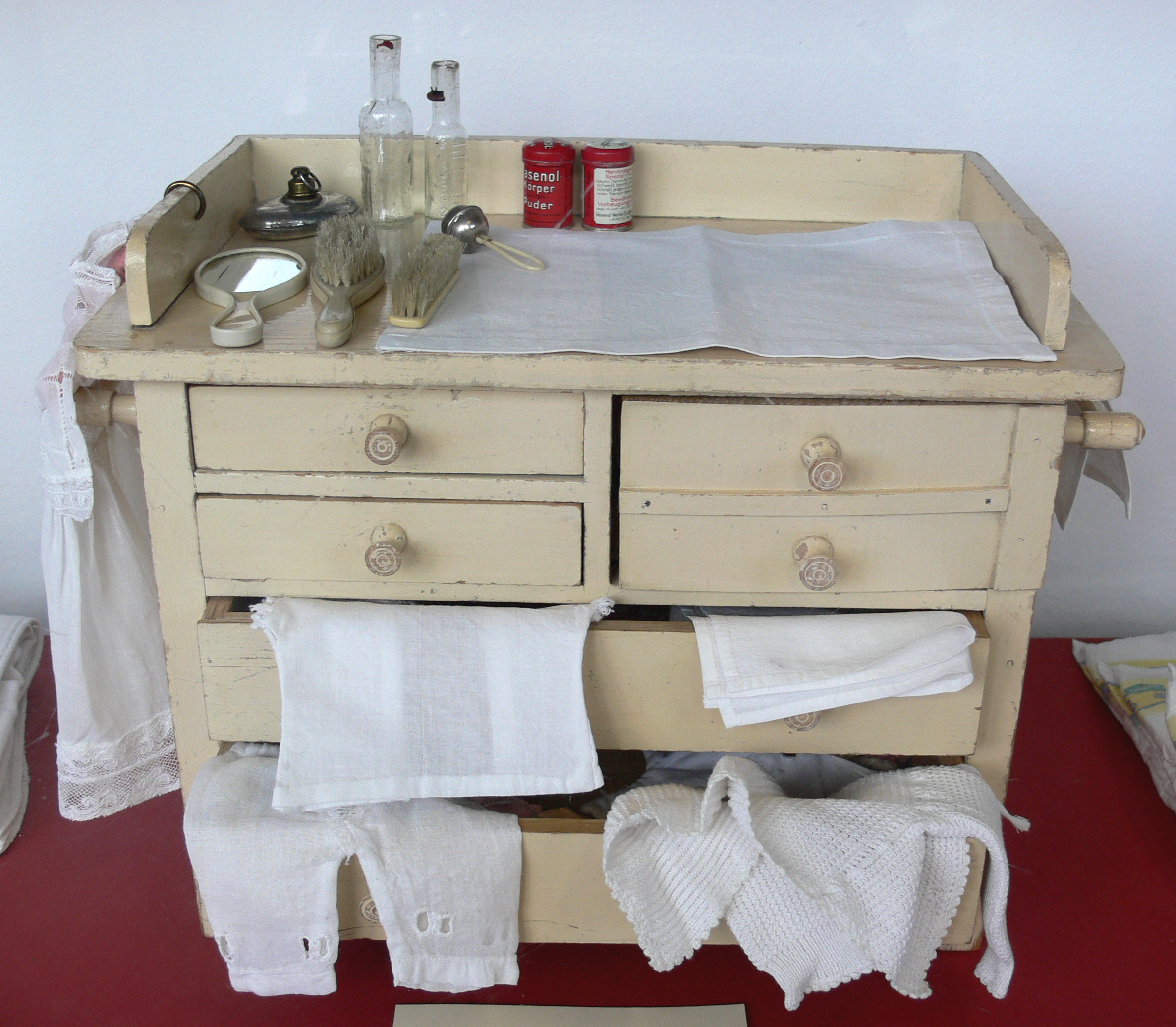
Puppen-Wickeltisch, um 1900

Wickeltische sind keine Bauform der Tische im eigentlichen Sinn. Die Auswahl reicht von transportablen Aufsätzen für Normaltische und andere Möbel (Wickelauflage) über eigene Beistelltische (Wickeltisch im engeren Sinne, etwa als verstaubare Klapptische) bis hin zur Wickelkommode als Möbelstück mit Stauraum oder als fest installierte Arbeitsplatte in öffentlichen Einrichtungen (Wickelplatz).

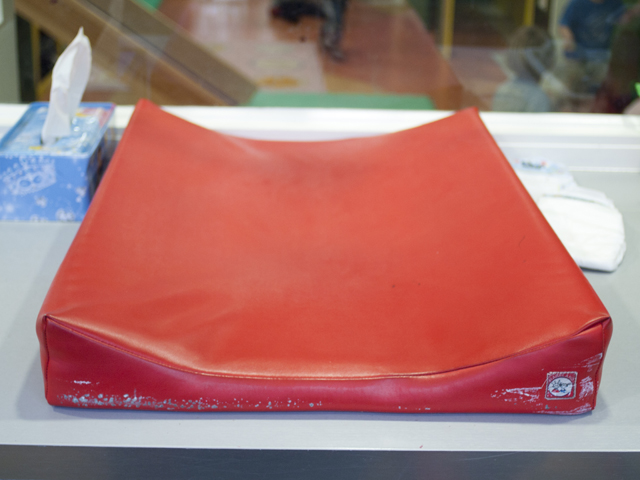
Wickeltischauflage mit erhöhtem Rand

Wesentliches Element des Wickeltischs ist eine Umrandung, die das Herunterfallen des Wickelkindes verhindern soll. Die seitlichen und rückwärtige Aufkantungen sollten mindestens 20 cm betragen und für ältere Kinder so hoch sein, dass man sie auch im Stehen Wickeln kann. Auf weiche oder gerundete Kanten sollte geachtet werden. Ablagen für Utensilien sind hilfreich, um vor dem Tisch stehen bleiben zu können – sie sollten sich aber außerhalb der Griffweite des Kindes befinden. Die Größe der Wickelfläche sollte mindestens 55 cm Breite und 75 cm Länge, besser aber 70 × 80 cm betragen. Abwaschbarkeit des Materials, auch bei gepolsterten Wickeltischen, dient der Hygiene. Lampen oder Heizstrahler sollten sicher und mit dem nötigen Abstand zur Arbeitsfläche montiert und mit Splitterschutz ausgestattet sein. Fest installierte Wickeltische haben teilweise auch integrierte Waschbecken. Als komfortabel gilt eine Arbeitsfläche, die sich in einer Höhe oberhalb der Hüfte bis zum Ellbogen (70–80 cm) befindet. Für ältere Kinder ist eine Aufstiegshilfe interessant, da sie ein Gefühl der selbständigen Mitbeteiligung am Wickeln fördern kann.

## Alternativen
Grundsätzlich ist das Wickeln auf dem Boden die sicherste Methode.
Wenn man vorzugsweise auf dem Bett oder Sofa wickelt und keine Absturzgefahr besteht, sind deckenartige Wickelunterlagen (meist aus gut zu reinigenden Kunststoffen) eine Alternative. Diese haben oft Seitentaschen für die Utensilien und sind auch für unterwegs geeignet.

## Öffentliche Wickeltische
Öffentlich zugängliche Wickeltische befinden sich in einem Wickelraum, beispielsweise in Eisenbahnwaggons, Autobahnraststätten oder öffentlichen Toiletten.